# Phineas und Ferb: Quer durch die 2. Dimension
Phineas und Ferb der Film: Quer durch die 2. Dimension ist ein US-amerikanischer Fernsehzeichentrickfilm aus dem Jahr 2011. Der Film beruht auf der gleichnamigen Serie des Disney Channels, deren Urheber Dan Povenmire und Jeff Marsh auch für das Drehbuch verantwortlich waren. Regie führte Povenmire gemeinsam mit Robert F. Hughes. Als Disney Channel Original Movie wurde der Film erstmals am 5. August 2011 im US-amerikanischen Fernsehen ausgestrahlt. Am 30. September 2011 war er im deutschen Free-TV beim Sender Super RTL zu sehen. Bereits am 9. September strahlte Disney XD die deutsche Fassung des Films im Pay-TV aus.

## Handlung
Es ist fünf Jahre her, dass Phineas und Ferb das Schnabeltier Perry als Haustier aufnahmen. Ihre neueste Gerätschaft soll Perrys Reflexe für ein gigantisches Federballspiel imitieren. Gemeinsam mit ihren Freunden Isabella, Buford und Baljeet konstruieren sie ein großes Katapult. Perry wird unterdessen in seiner Funktion als Agent P. zu einer Mission gegen den Wissenschaftler Dr. Doofenshmirtz gerufen. Die Jungs, die von seinem Doppelleben nichts ahnen, sind verwundert, lassen sich aber nicht ablenken, um ihre Gerätschaft zu testen. Phineas und Ferb, die sich selbst mit ihrem Katapult über die Stadt geschossen haben, stoßen in der Luft mit Perrys Raketenfahrzeug zusammen und stürzen in Dr. Doofenshmirtzs Labor ab.
Candace, die Schwester der beiden, ist währenddessen deprimiert, weil ihr Freund Jeremy, der ein Jahr älter ist, bald aufs College geht. Sie selbst will deshalb erwachsener werden. Zeitgleich fängt sie an, an eine „Rätselhafte Kraft“ zu glauben, die seltsamerweise immer genau dann das Verschwinden von Phineas und Ferbs Gerätschaften verursacht, wenn ihre Mutter auf den Plan tritt. Als Candace mit ihrer Freundin Stacy nach den Jungs sieht, ist die Gerätschaft verschwunden. Sie glaubt, dass die „Rätselhafte Kraft“ sie nun als Erwachsene sieht, und folgt den Jungs voller Ehrgeiz in den Park, wo Buford mit einer anderen Gerätschaft wartet. Im Labor treffen Phineas und Ferb erstmals auf Doofenshmirtz, der gerade an einem „Andere-Dimensionen-Inator“ arbeitet. Da die Maschine bei ihrem Absturz beschädigt wurde, bieten sie dem Wissenschaftler ihre Hilfe an. Als Perry hinzustößt, muss er tatenlos zusehen, wie die Jungs seinem Erzfeind helfen, da er sich den beiden gegenüber nicht als intelligentes Wesen zu erkennen geben darf. Mit Hilfe der Jungs gelingt es Doofenshmirtz tatsächlich ein Portal in eine zweite Dimension zu öffnen, in der Doofenshmirtz ein autokratischer Herrscher ist.
Als der andere Doofenshmirtz sein Ebenbild und die Jungs entdeckt, hetzt er seinen Robo-Perry auf sie. Der richtige Perry ist gezwungen, die Jungs zu verteidigen, und enthüllt so seine Geheimidentität. Im letzten Moment können sie den 'Norm-Bottern' entkommen, während Doofenshmirtz von seinem böseren Ich gefangen genommen wird. Phineas ist sauer auf Perry, da dieser so viel vor ihnen verheimlicht hat, und fühlt sich ausgenutzt. Er beruhigt sich erst, als Ferb ihn darauf hinweist, dass es angesichts der drohenden Gefahr wichtiger ist, zunächst in ihre eigene Welt zurückzukehren. Beim Versuch, mit Doofenshmirtzs Fernbedienung ein Portal zu öffnen, müssen sie feststellen, dass dieses in eine falsche Dimension führt. Sie entschließen sich, ihre alternativen Ichs um Unterstützung zu bitten, kommen jedoch zu der Erkenntnis, dass diese derart verdreht sind, dass von ihnen keine Hilfe zu erwarten ist.
Durch einen Fernsehbericht findet Perry heraus, dass der andere Doofenshmirtz Phineas und Ferb ziehen lässt, sollte Perry sich ihm ausliefern. Der Streit bricht erneut aus, als das Schnabeltier sich davonschleichen will. Perry geht schließlich und lässt den wütenden Phineas zurück. Die Jungs wollen nun die andere Isabella finden, die sich angeblich im Widerstand engagiert. Sie werden von einem Norm-Botter aufgehalten, aber durch den anderen Buford gerettet. In Isabellas Haus werden sie von den Pfadfinderinnen aufgegriffen und erfahren, dass die andere Candace den Widerstand anführt. Dr. Baljeet, der Baljeet der anderen Dimension, beschreibt das interdimensionale Reisen und öffnet ein Portal zurück in die erste Dimension.
Candace glaubt unterdessen, dass die „Rätselhafte Kraft“ ihre Brüder verschlungen hat. Als sie das Portal entdeckt, springt sie in der Absicht hindurch, Phineas und Ferb zu retten, wodurch sich das Tor hinter ihr schließt und sie ebenfalls in der anderen Dimension gefangen ist. Die Brüder wollen nicht zurückkehren, ohne zuvor Perry zu retten. Gemeinsam mit dem Widerstand und ihren alternativen Ichs starten sie eine Befreiungsaktion in Doofenshmirtzs Hauptquartier. Phineas, Ferb und Candace geraten jedoch in eine Falle und somit ebenfalls in Gefangenschaft.
Der andere Doofenshmirtz will sie zwingen, einen zweiten „Andere-Dimensionen-Inator“ in Gang zu setzen, um in ihre Dimension zu wechseln und diese ebenfalls zu unterjochen. Als die Brüder ihre Unterstützung vehement ablehnen, erinnert sich ihr Doofenshmirtz, wie die Jungs es beim ersten Mal getan haben, und richtet die Maschine so aus, dass sich ein Portal in ihre eigene Welt öffnet. Der andere Doofenshmirtz, nun am Ziel seiner Pläne, wirft seine fünf Gefangenen einem Monster zum Fraß vor. Die andere Candace eilt überraschend zu ihrer Rettung. Mit Hilfe der Dimensions-Fernbedienung können sie nach der Durchquerung diverser Welten in ihre eigene zurückkehren. Der Doofenshmirtz der Paralleldimension hat seine Invasion bereits begonnen und seine Norm-Botter durch das Portal in die Stadt geschickt.
Perry nimmt Kontakt zu Major Monogram, dem Anführer seiner Geheimorganisation auf, und schließt sich der Verteidigung der Stadt an. Phineas und Ferb, deren Mithilfe (wegen der Versicherung) abgelehnt wird, gehen nach Hause. Dort entdecken sie einen von Perrys Geheimgängen und landen in seinem Versteck, in dem sich viele ihrer verschwundenen Gerätschaften anfinden. Durch eine Nachricht von Perry erfahren sie, dass das Schnabeltier die Geräte von seiner Organisation hat nachbauen lassen und sie nun bittet, ihm zu helfen. Auf dem Dach von Doofenshmirtz kommt es zum entscheidenden Kampf mit dem Bösewicht, aus dem die Protagonisten siegreich hervorgehen. Candace kommt indes auf die Idee, ihre Eltern zu holen, damit – wie in jeder Episode – die Roboter und Gerätschaften einfach auf mysteriöse Weise verschwinden. Es gelingt ihr genau in dem Moment, da Phineas, Ferb und Perry die Feinde besiegt haben, sodass sich Candace als Weltenretterin sieht.
In ihrem Siegesjubel werden die Brüder von Major Monogram darüber aufgeklärt, dass Perry sie nun, da er sein Geheimnis offenbart hat, verlassen muss. Sie verstehen nun, warum das Schnabeltier ihnen all die Jahre etwas vorgemacht hat und sind traurig. Carl, Praktikant der Organisation, kommt jedoch auf die Idee, einfach alle Erinnerungen an die Geschehnisse mit Doofenshmirtz' Amnesie-Inator zu löschen. Phineas und Ferb stimmen zu, um ihren Freund nicht zu verlieren. Kurz bevor sie ihre Erinnerungen verlieren, wird Phineas von Isabella leidenschaftlich geküsst. Am nächsten Tag, als alles wieder beim Alten und der Ausgangszustand der Serie wiederhergestellt ist, geht Perry in sein Versteck, wo er glücklich über die Ereignisse Fotos von ihrem gemeinsamen Abenteuer hochlädt.

## Synchronisation
Die deutschsprachige Synchronfassung des Films entstand in den Studios der Film- & Fernseh-Synchron (FFS) unter der Dialogregie von Dominik Auer in München.
| Rolle                            | Originalsprecher  | Deutscher Sprecher                                                     |
| -------------------------------- | ----------------- | ---------------------------------------------------------------------- |
| Phineas Flynn                    | Vincent Martella  | Manuel Straube                                                         |
| Ferb Fletcher                    | Thomas Sangster   | Stefan Günther                                                         |
| Perry, das Schnabeltier/Agent P. | Dee Bradley Baker | Dee Bradley Baker                                                      |
| Candace Flynn                    | Ashley Tisdale    | Lea Kalbhenn Omnitah Must (Gesang) Thomas Amper (allergische Reaktion) |
| Dr. Heinz Doofenshmirtz          | Dan Povenmire     | Claus Brockmeyer                                                       |
| Major Francis Monogram           | Jeff Marsh        | Gerhard Jilka                                                          |
| Isabella Garcia-Shapiro          | Alyson Stoner     | Sabine Bohlmann                                                        |
| Baljeet Tjinder                  | Maulik Pancholy   | Max Felder Patrick Roche (Gesang)                                      |
| Buford van Stomm                 | Bobby Gaylor      | Dominik Auer                                                           |
| Linda Flynn-Fletcher             | Caroline Rhea     | Alisa Palmer                                                           |
| Lawrence Fletcher                | Richard O’Brien   | Claus-Peter Damitz                                                     |
| Jeremy Johnson                   | Mitchel Musso     | Roman Wolko                                                            |
| Carl Karl                        | Tyler Mann        | Dirk Meyer                                                             |
| Stacy Hirano                     | Kelly Hu          | Katharina Iacobescu                                                    |
| Irving                           | Jack McBrayer     | Julian Manuel                                                          |
| Norm/Normbots                    | John Viener       | Dominik Auer                                                           |